# Estádio Maestrão
Estádio Maestrão é um estádio de futebol localizado no município de Alta Floresta, no estado do Mato Grosso.
A arena costuma ser palco de partidas do Campeonato Mato-grossense de Futebol Amador e da Copa Regional de Futebol de Campo. Além de sediar o Festival de Pipa Wake, entre outros eventos.